# Пичинейка (приток Вечерлейки)
Пичинейка (Пичиней) — река в России, протекает в Атяшевском районе Мордовии. Устье реки находится в 6,1 км по правому берегу реки Вечерлейки. Длина реки составляет 10,9 км, площадь водосборного бассейна — 191 км².

## Населённые пункты на реке и история названия
На реке Пичинейке находятся деревни Чамзинка и Андреевка. Деревня Пичинейка, хотя и получила название от этой реки, находится согласно современным картам Мордовии на реке Вечерлейке, после впадения в нее реки Пичинейки. Однако, согласно картам XIX века, отрезок реки после слияния Пичинейки и Вечерлейки назывался Пичинейка, таким образом не Пичинейка впадала в Вечерлейку, в Вечерлейка — в Пичинейку. В XIX веке название реки писалось Печенейка.

## Данные водного реестра
По данным государственного водного реестра России относится к Верхневолжскому бассейновому округу, водохозяйственный участок реки — Алатырь от истока и до устья, речной подбассейн реки — Сура. Речной бассейн реки — (Верхняя) Волга до Куйбышевского водохранилища (без бассейна Оки).
Код объекта в государственном водном реестре — 08010500212110000038703.